# Lilla torg, Malmö

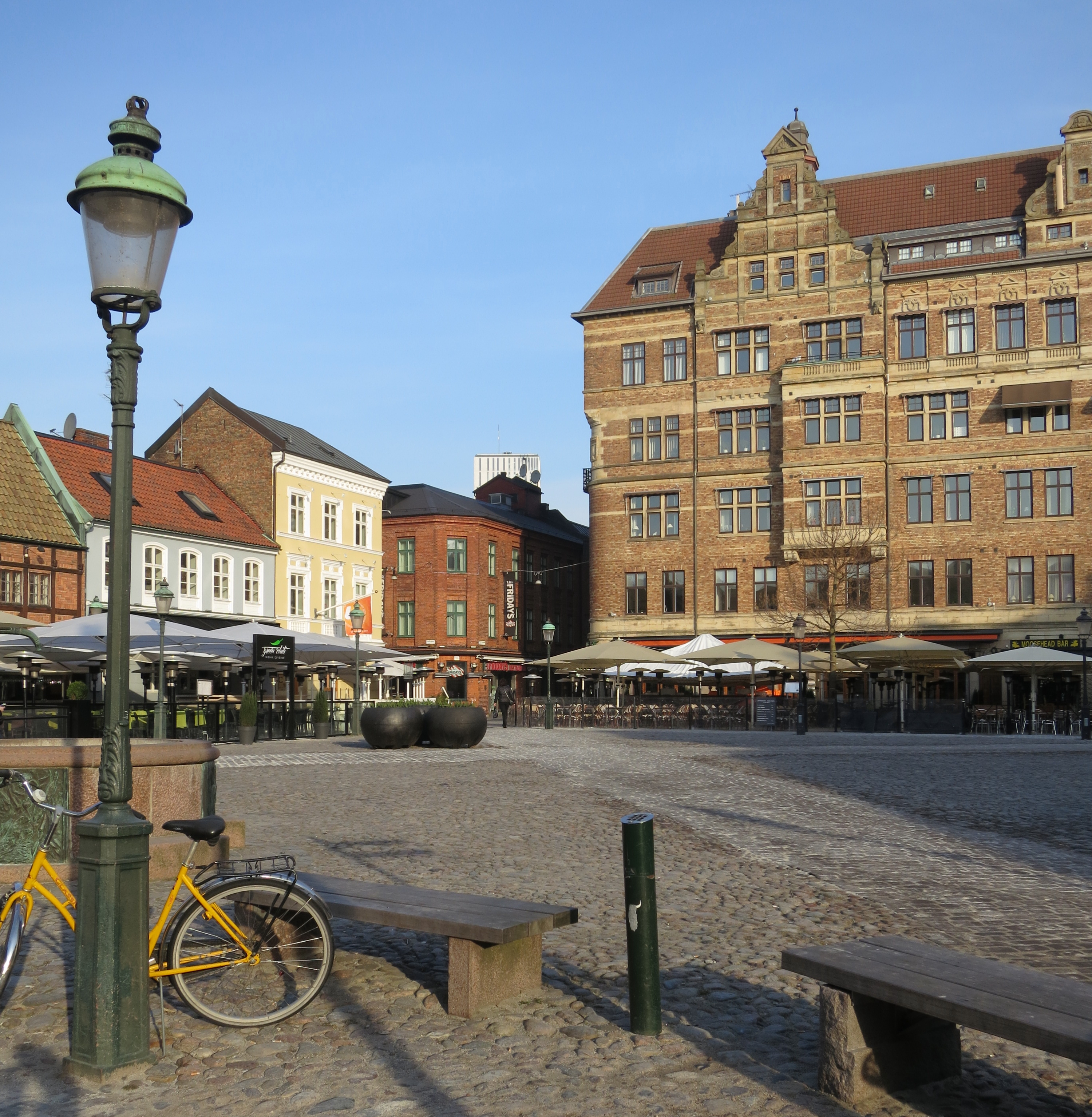
Lilla torg, mars 2015.

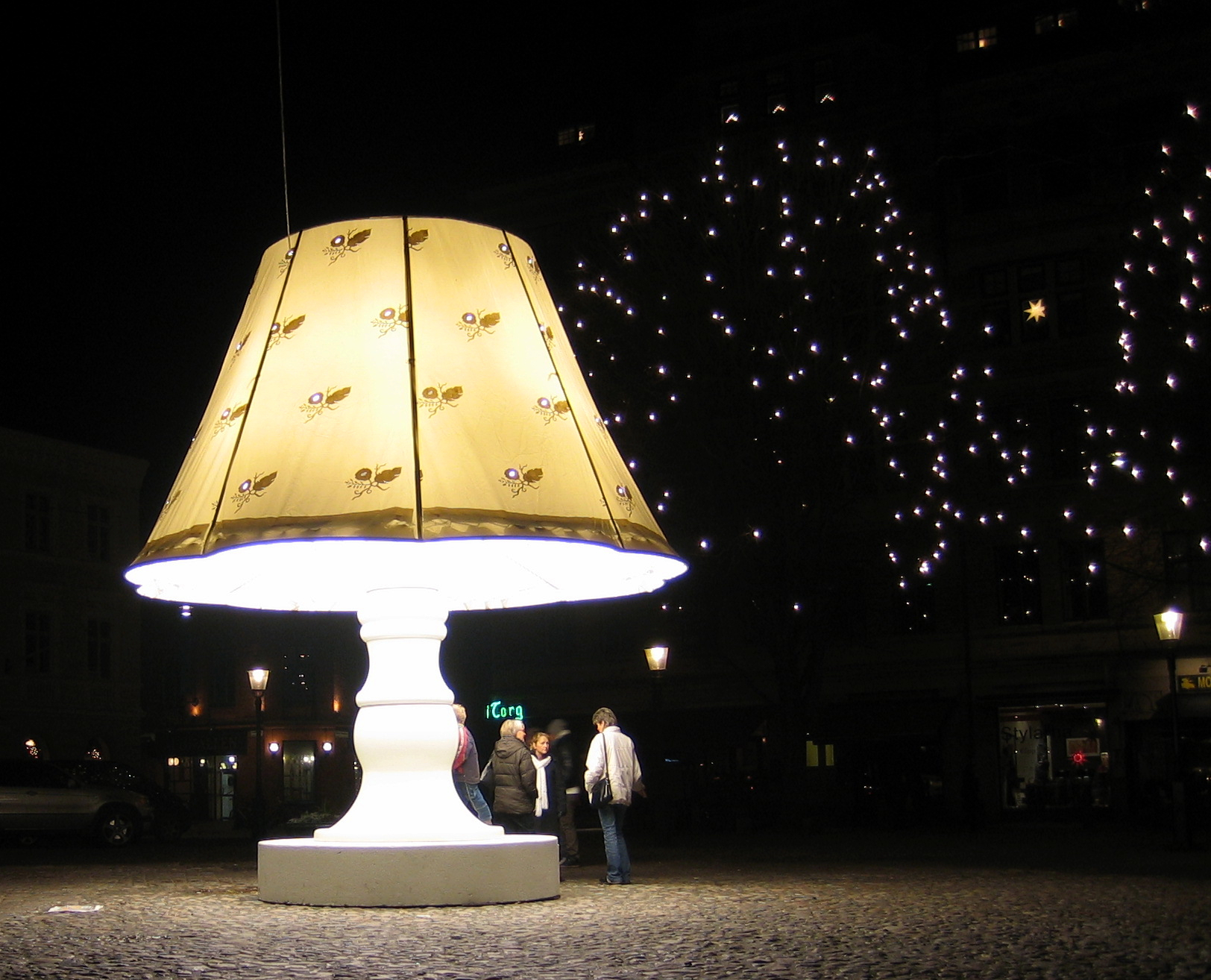
Lilla torg, november 2007.

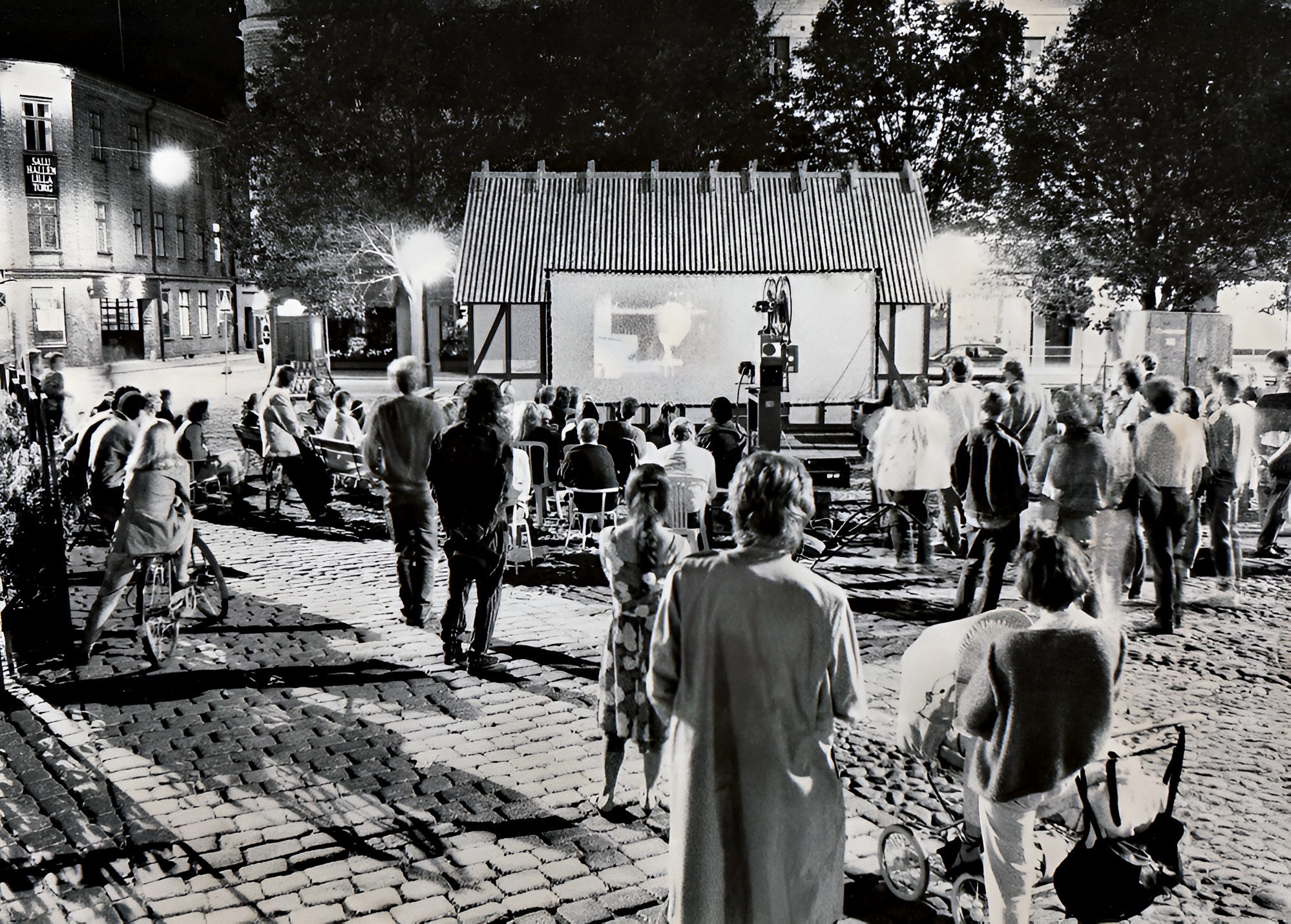
Folkets Bio anordnade friluftsvisningar på Lilla Torg 1989.

Lilla torg är ett torg i Gamla staden i centrala Malmö. Det ligger strax intill Stortorget. Kring torget finns ett flertal restauranger och sommartid är det fullt med folk på uteserveringarna. Tidigare anlade kommunen en skridskobana på torget, men denna är numera flyttad till Stortorget.
Under 1500-talets senare hälft omtalas "en stor ödejord" sydväst om Stortorget. Området verkar vid denna tid p.g.a. sin lågt liggande markyta ej ha varit attraktiv för bebyggelse. Först efter utfyllnad skapades under 1590-talet Lilla torg, en utvidgning av Stortorget. Hit gick borgarfruar och tjänstepigor för att inhandla de dagliga hushållsvarorna. Här trängdes man på torgets västra sida kring köttdiskarna medan bagarna på torgets södra sida lockade med nybakat bröd. Utmed den östra torgsidan fanns fiskblötarna och i norr hökarna, dagligvaruhandlarna. Hökarnas och fiskblötarnas små bodar försvann under 1700-talet och ersattes av riktiga hus. Lilla torg höll på att uppslukas av fast bebyggelse. De äldre små s.k. torghusen på själva torget precis före, under och precis efter sekelskiftet 1899–1900 och ersattes med en saluhall uppförd 1902–1903 efter ritningar av Salomon Sörensen. Saluhallen var utförd i medeltidsromantiserande stil i rött tegel och täckte hela torgytan. På 1960-talet genomfördes ett så kallat kulturmiljöprojekt och saluhallen revs 1968 och Lilla torg frilades till sitt ursprungliga omfång.  
Söder om torget finns Hedmanska gården, en gammal korsvirkesgård med anor från 1590-talet. Inne på gården finns Form/Design Center, med galleri och utställningar. Intill Hedmanska gården, på andra sidan av Hjulhamnsgatan, ligger det Faxeska huset från 1760-talet.
På torgets västra sida finnes i dag två korsvirkeshus. Hörnhuset, Ekströmska huset, är uppfört på 1720-talet, medan intilliggande hus, Aspegrenska huset, trots sitt gamla utseende är nybyggt. Skulpterade delar härrör dock från 1600-talet. Tegelbyggnaden i torgets nordvästra hörn uppfördes på 1800-talet som en fabrikslokal och fungerade ett tag som saluhall, men är idag ett 5-stjärnigt hotell. Den gata som tidigare gick på den västra sidan av torget hette Torggatan (den östliga hette Östra Torggatan) – dessa gatunamn försvann 1969. Samtidigt avkortades Landbygatan och Larochegatan, som tidigare löpte längs norra resp. södra sidan av torget och hela området heter sedan dess Lilla torg.
Torgbrunnen tillkom 1973. Relieferna på brunnskaret visar symboler för torgets fyra gamla handelsidkares yrken. Lilla torgs fotbollslag heter Lilla Torg FF och spelar på Mariedals IP.